# Trehörningen (Roasjö socken, Västergötland)
Trehörningen är en sjö i Svenljunga kommun i Västergötland och ingår i Viskans huvudavrinningsområde.